# 그리스 왕세자 파블로스
그리스 왕세자 파블로스(그리스어: Πρίγκιπας Παύλος της Ελλάδας και της Δανίας 프링기파스 파블로스 티스 엘라다스 케 티스 다니아스, 1967년 5월 20일 ~ )는 그리스의 옛 국왕인 콘스탄티노스 2세의 장남이다. 덴마크 여왕 마르그레테 2세의 조카이며, 스페인 국왕 펠리페 6세와는 사촌 지간, 스웨덴 국왕 칼 16세 구스타프와는 5촌 지간이다.
아테네의 타토이궁에서 태어났으며, 할아버지인 파블로스 국왕의 이름을 따 정교회의 세례를 받았다. 그러나 같은 해 12월 콘스탄티노스 2세 국왕이 그리스 군정을 타도하려던 친위 쿠데타가 실패하여 로마로 망명하면서, 파블로스 또한 그리스를 떠나야 했다.
1995년 미국인 억만장자의 딸인 마리샹탈 밀러와 결혼하여 4남 1녀를 두었다. 현재는 투자 컨설턴트로 일하고 있으며 뉴욕과 런던에 거주하고 있다.